# Любиша Самарджич
Лю̀биша Са̀марджич (на сръбски: Љубиша Самарџић или Ljubiša Samardžić) е югославски и сръбски театрален и филмов актьор, режисьор и продуцент, особено популярен през 60-те и 70-те години на XX век. Той е единственият сръбски актьор, удостоен с наградата „Купа Волпи за най-добра мъжка роля“ от кинофестивала във Венеция, носител е на седем сръбски награди „Златна Арена“, номиниран е за „Златна мечка“.

## Биография
Любиша Самарджич е роден на 19 ноември 1936 г. в Скопие, Кралство Югославия. Произхожда от семейство на миньор от село Йелашница, община Нишка Баня. Още като ученик се изявява с актьорски способности на училищната сцена. При едно представление обаче изпада в неудобна ситуация. Скъсва се връвта, която държи панталоните му и те падат на земята. Публиката реагира със смях и момчето избягва засрамено. Не иска да помисли за сцена и театър цели 8 години до 1961 г., когато започва да учи в Белградската академия за драматични изкуства. Завършва академията и започва актьорската си кариера в театър „Ателие 212“ в Белград.
Открит е за киното от словенския режисьор Боян Ступица. Филмовият му дебют е през 1961 г. във филма „Игри над реката“. В началото на кариерата си в Блед среща Миряна (Мира), с 5 години по-млада от него. След две години спечелва сърцето ѝ. Правят сватба и живеят щастлив брак 50 години. Имат син Драган и дъщеря Йована, както и внуци Сара, Стефан, Марта и Инес.
През 1967 г. спечелва най-голямата награда в кариерата си като актьор – „Купа Волпи за най-добра мъжка роля“ за ролята на Мали във филма „Утро“ на Венецианския международeн кинофестивал.
През 1969 г. участва в партизанския филм „Битката при Неретва“, където се снима заедно с актьори като Сергей Бондарчук, Юл Бринър, Франко Неро, и други. За ролята на Велко Булажич е удостоен с Голямата награда на Фестивала на актьорското майсторство „Филмови срещи“ в Ниш. Голяма популярност му донася главната роля на Боривое Шурдилович (Шурда) в хитовия телевизионен сериал „Горещ вятър“, сниман през 1979 и излъчен през 1980 г. Филмът е излъчен в България през 1983 г., а песента от него „А сад, адио“ („А сега, сбогом“) става култова.
През 1992 – 1993 г. се снима в 12-серийната ТВ комедия „Полицаят от Петльово бърдо“. Играе главната роля на полицейския инспектор Бошко Симич, който има 5 деца и 4 жени – Вера (Милена Дравич), Радмила (Светлана Бойкович), Наталия (Неда Арнерич) и Ана (Мая Саблич).
В средата на 90-те години основава заедно със сина си продуцентска фирма „Синема дизайн“. След няколко години синът му заболява от рак. За да спечели 1 милион марки за лечението му, бащата става режисьор. Успява да набави парите за присаждане на костен мозък, но безрезултатно. През 2000 г. Драган умира от левкемия на 31 години. Любиша Самарджич трагично изживява загубата и изпада в депресия. В памет на сина си завършва съвместно започнатата режисура на филма „Небесна кука“. Филмът е сръбски кандидат за „Оскар“ и получава награда за най-добър сценарий на фестивала на филмовия сценарий във Върнячка баня и първа награда на филмовия фестивал в Милано. Тогава Самарджич решава да се занимава от този момент нататък с режисура.
През 2004 г. е режисьор и продуцент на филма „Идва есен, скъпа“. На фестивала в Херцег Нови филмът печели 6 награди: за най-добра женска роля, сценография, костюми, камера, тон и най-важната - „Златна Мимоза“ за най-добър филм. От 1999 до 2011 г. Любиша Самарджич е режисирал 9 филма. Последната си награда получава през 2016 г. на фестивала в Херцег Нови на 79-годишна възраст. Общо в кариерата си се е снимал в 131 филма и сериала, от които 98 пълнометражни кинофилми, 7 телевизионни филми, 21 ТВ сериали и 5 ТВ минисериали. 
Самарджич е приятел на България и чест гост на страната. Участвал е в новогодишни програми на телевизията.
В края на 2016 г. е опериран от тумор в мозъка. След операцията се възстановява, но впоследствие бързо настъпват усложнения. Умира на 8 септември 2017 г. в Белград. Любиша Самарджич е изпратен в последния си път от целия сръбски културен елит и много почитатели с песента „А сад, адио“, която звучи в дома на кинодейците и на траурния ритуал в църквата в Белград. Преди смъртта си е отказал да бъде погребан в алеята на великите на гробището в Белград. Последното му желание е да бъде кремиран, а прахът му да се постави в ниша до гроба на сина му.